# Tepelena

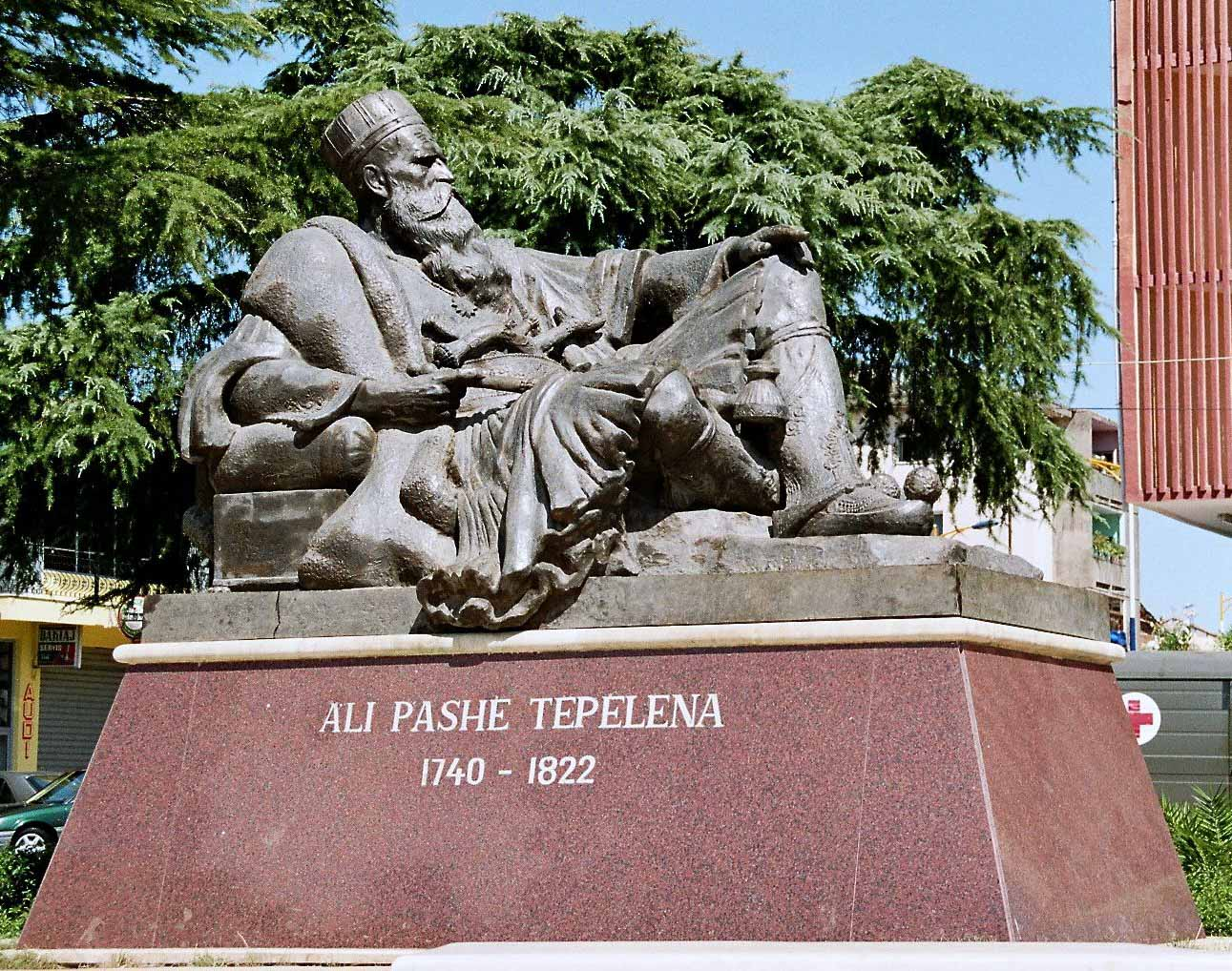
Ali Pasha-statyn i Tepelena.

Tepelena (albanska: Tepelenë med böjningsformen Tepelena) är en ort kommun i Gjirokastra prefektur i södra Albanien. Det är födelsestad för Ali Pasha av Tepelenë. Den har ett strategiskt läge och är nära knuten till många storstäder som ger staden en bra möjlighet för utvecklingen av turism. Tepelena är en kulturstad som besökts av personer som George Gordon Byron. En annan engelsman, David Erhart, besökte staden i november 1813 och beskrev dess skönhet. Den grekiska artisten Toquel är även född här.